# Стробиляция
Стробиляция — один из видов бесполого размножения, при котором новые особи образуются через перегруппировку тела особи-родителя.

## У полипов

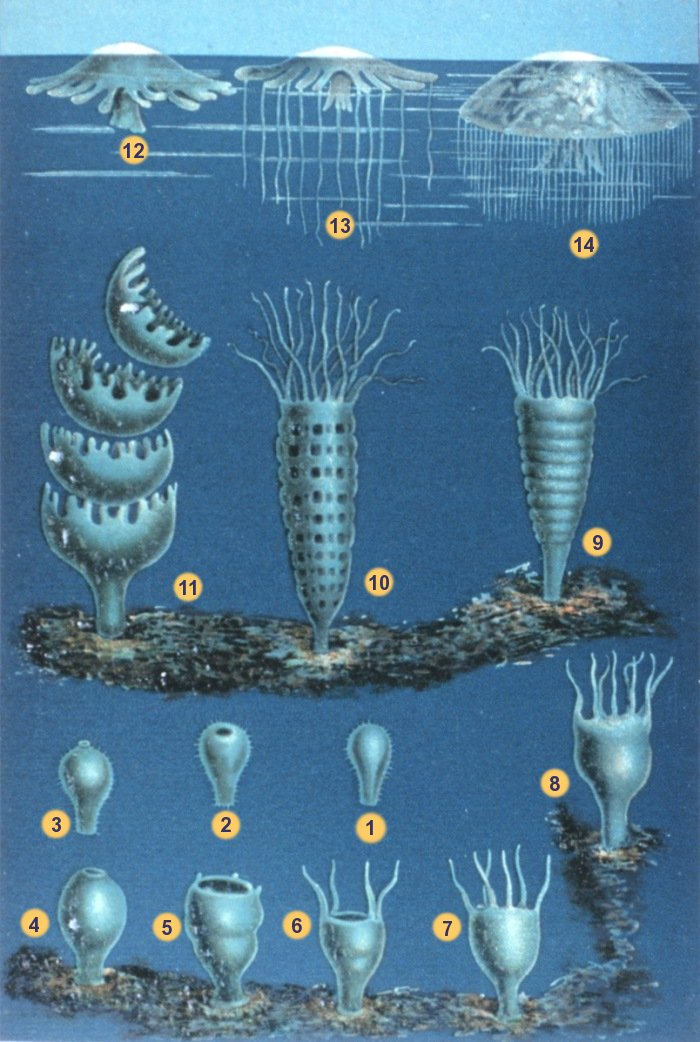
Размножение сцифоидных. Стробиляция происходит на этапах 9—11

У полипов стробиляция характерна для представителей сцифоидных и кубозоев, жизненный цикл которых представляет собой метагенез. В ходе стробиляции на оральном диске внутри венчика щупалец (интратентакулярно) закладывается дисковидная почка медузы, отделённая от полипа перетяжкой. У многих сцифоидных таких почек может закладываться несколько (полидисковая стробиляция), тогда они располагаются друг над другом подобно стопке тарелок. Всё тело полипа с почками медуз называют стробилой (лат. strobilus — шишка). После отделения от тела полипа почка (эфира) развивается в медузу. Стробиляцию, при которой в стробиле присутствует только одна почка, называют монодисковой.
Взгляды исследователей на то, стоит ли считать образование медуз кубиполипами стробиляцией, разнятся.

## У ленточных червей

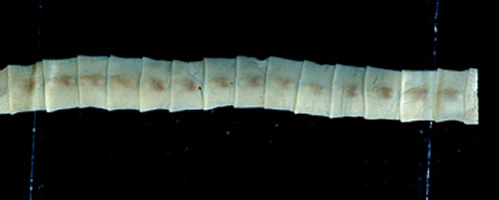
Стробила широкого лентеца

У ленточныx червей стробиляция происходит через разделение тела на метамеры (проглоттиды). Стробилой при этом называется вся цепочка члеников. Новые проглоттиды образуются со стороны головки (сколекса) и несегментированной шейки. В процессе роста червя последние (самые старые) проглоттиды отрываются и выделяются наружу.
К моменту отделения от червя проглоттиды содержат яйца; после отделения они могут продолжать жить и двигаться, изредка даже вырастать.

## Стробиляционная теория
Стробиляционная теория состоит в том, что метамерные тела животных исторически возникли через стробиляцию. В соответствии с этой теорией такое тело соответствует группе отдельных особей на предыдущей ступени эволюции.